# Carolina Chocolate Drops
I Carolina Chocolate Drops sono un gruppo musicale statunitense attivo dal 2005.

## Storia del gruppo
Il gruppo si è formato in Carolina del Nord nel novembre 2005. Il primo album in studio Dona Got a Ramblin' Mind è uscito nel settembre 2006.
Nel 2007 la band ha partecipato alla colonna sonora del film The Great Debaters - Il potere della parola.
Nel 2009 ha pubblicato un album dal vivo, Carolina Chocolate Drops & Joe Thompson, registrato al MerleFest circa un anno prima.
Nel febbraio 2010 è uscito Genuine Negro Jig, album prodotto da Joe Henry che è valso al gruppo il Grammy Award al miglior album folk tradizionale nell'ambito dei Grammy Awards 2011.
Nel febbraio 2012 è stato pubblicato Leaving Eden, con la produzione di Buddy Miller.

## Stile
Lo stile del gruppo si rifà alla cosiddetta old-time music con uno stile folk caratterizzato dall'utilizzo di archi, chitarra e banjo.

## Formazione

### Formazione attuale
- Rhiannon Giddens - banjo a cinque corde, violino, kazoo
- Hubby Jenkins - chitarra, mandolino, banjo a cinque corde, percussioni
- Rowan Corbett - chitarra, percussioni
- Malcolm Parson - violoncello

### Ex componenti
- Dom Flemons - banjo a quattro corde, chitarra, armonica, kazoo, percussioni
- Adam Matta - beatbox, tamburello
- Leyla McCalla - violoncello
- Justin Robinson - violino

## Discografia
- 2006 - Dona Got a Ramblin' Mind
- 2007 - The Great Debaters (colonna sonora)
- 2008 - Heritage
- 2009 - Carolina Chocolate Drops & Joe Thompson (live)
- 2010 - Genuine Negro Jig
- 2011 - Carolina Chocolate Drops/Luminescent Orchestrii EP
- 2012 - Leaving Eden